# Павловка (Верхневязовский сельсовет)
Павловка — упразднённый посёлок в Бузулукском районе Оренбургской области. На момент упразднения входил в состав сельского поселения Верхневязовский сельсовет (в настоящее время территория на которой располагался посёлок находится в составе Подколкинского сельсовета). Исключен из учётных данных в 1997 году.

## География
Располагался у региональной автомобильной дороги 53Н0806000 «Елшанка 2-я — Верхняя Вязовка», на расстоянии, примерно, 3,5 километра к юго-востоку от села Верхняя Вязовка.

## История
По данным на 1931 год посёлок Павловка состоял из 17 хозяйств. В административном отношении входил в состав Верхневязовского сельсовета Бузулукского района Средневолжского края. В 1930-е годы в посёлке организован колхоз «Новая жизнь». С 1950-го года отделение укрупненного колхоза имени Калинина.
Решением Законодательного Собрания Оренбургской области от 29 октября 1997 г. посёлок Павловка ликвидирован.

## Население
По данным на 1930 год в посёлке проживало 98 человек, основное население — чуваши.